# 巴迪亞 (馬里)
巴迪亞（法語：Badia），是馬里的城鎮，位於該國中部，由卡伊區的基塔省負責管轄，面積2,306平方公里，海拔高度342米，2009年人口7,514，人口密度每平方公里3.3人。